# Голка (фільм)
«Голка» (рос. «Игла́») — казахський радянський художній фільм так званої «нової хвилі» кінематографу, кінофлагман «перебудови», знятий 1987 року на «Казахфільмі», який знімався в сучасному Казахстані. Фільм викликав сенсацію своїм зображенням наркоманії, проблеми, про яку не можна було згадувати за радянської ідеології та яка вважалася винятково «західною» умовою, незважаючи на те, що вона вплинула на багатьох молодих радянців, особливо після радянської війни в Афганістані. У фільмі, вперше в СРСР, порушено тему екологічної катастрофи Аральського моря. В часи другого етапу "Перебудови", яка відкрила більше простору та терпимості до альтернативних ідей, зокрема в мистецтві, Цою та «Кино» дозволили офіційно виступати та давати інтерв'ю на радянському телебаченні.
Головного героя з іменем Моро грає відомий радянський рок-музикант, лідер гурту «Кино», Віктор Цой. Сюжет фільму розповідає про алма-атинську наркомафію і спробу визволити подругу головного героя від морфійної залежності. Саундтреком до фільму в основному стали пісні гурту «Кино» (В. Цой, Ю. Каспарян, Г. Гур'янов, І. Тихомиров, А. Сигле). Деякі композиції гурту «Кино», які згодом стали культовими, створено в Алма-Аті, під час знімань фільму: «Зірка на ім'я Сонце», «Місце для кроку вперед», «Пачка сигарет». Решту музики, за невеликим виключенням, написали безпосередньо на «Мосфільмі» за декілька вечорів звукозапису. 26 серпня 1988 року відбувся прем'єрний показ «Голки» в Алма-Аті. У першій рік виходу кінофільму на екрани його переглянули 14,5 млн осіб. На телебаченні фільм вийшов у 1989 році. В кінотеатрах фільм йшов цілий рік, а Цоя журнал «Радянський екран» назвав актором року.

## Головні ролі
- Віктор Цой — Моро
- Марина Смірнова (з Ленінграду) — Діна. Смірнову, студентку архітектурного факультету, у кіно привів Віктор Цой. Її, по фото з альбому Віктора, обрала Наталія Разлогова. Згодом Марина стала радіоведучою. Десять років пропрацювала ді-джеєм на санкт-петербурзькій радіостанції «Балтика».[5]
- Петро Мамонов («Звуки Му») — Доктор
- Олександр Баширов (друг і однокурсник Нугманова[2]) — Спартак
- інші: Архімед Іскаков, Олександр Конкс, Рахимжан Абдикадиров, Райхан Канатбаєв, Володимир Даниленко, Марат Азімбаєв, Ернар Абілєв, Рустем Тажибаєв, Ігор Старцев та ін.

## Про фільм
|                                                    | Герой цього фільму в якомусь сенсі — людина нізвідки. Він мені дуже близький по духу. Я в принципі нічого не грав, а намагався вести себе так, як би міг себе повести в такій ситуації, але в рамках сценарію, звичайно Я нічого не "створюю", просто виходжу на сцену і співаю. Я сам — «образ». |
| — Віктор Цой про головного героя фільму і про себе | |

Фільм вже був у виробництві в 1987 році, коли кіностудія «Казахфільм» вирішила замінити режисера і запропонувала Рашиду Нугманову зняти його, коли той приїхав на канікули в рідну Алма-Ату. Нугманов погодився за умови, що головну роль виконає Віктор Цой. Сценарій, від якого попередній режисер відмовився, потрапив у руки Нугманову і Цою за два тижні до початку знімального періоду. Сценарій переробили — знімали цю ж історію, але тексти вигадували самі вже на майданчиках.
Зйомки фільму пройшли в жовтні (Аральське море; було дуже холодно, хоча герої зображували, що насолоджуються теплою погодою) і листопаді-грудні (Алма-Ата) 1987 року. Перший кадр фільму відзнято в Москві (де Віктор йде по провулку і запалює сигарету). Фінальний епізод засніженої алеї на Тулебайку відзнятий у січні (Цой залишився на Новий рік, усі чекали великого снігопаду, і приблизно 8-го числа пішов сніг).
Зйомки на Аралі були завершені в 10-денний період проти запланованих 45, що вивільнило величезну кількість часу для подальших зйомок в Алма-Аті.
- Режисер — студент третього курсу ВДІКа,[2] рокер Рашид Нугманов
- Сценарій: Александр Баранов і Бахит Кілібаєв
- Оператор-постановник: Мурат Нугманов
- Художник-постановник: Мурат Мусін

19 січня 1989 року в Українському домі кінематографістів в Києві проходить прем'єра «Голки».
В лютому 1989 року фільм виходить в прокат. Держкіно присуджує картині першу прокатну категорію, що означає тисячу копій на плівці 35 мм для кінотеатрів і 350 копій на плівці 16 мм для сільських кінопересувок. Фільм виходить одночасно на сотнях кіноекранів по всьому Радянському Союзу.
На МКФ в Західному Берліні, 1989 року (понеділок, 15 лютого, Atelier Am Zoo, 19.00) відбувся перший показ «Голки» за кордоном. В м. Нюрнберг в ФРН (1990)) фільм був удостоєний Головного призу Міжнародного кінофестивалю. Американський продюсер Кіт Ротман пропонує зняти рімейк «Голки» в США. Нугманов зустріне ідею без ентузіазму.
1 травня 1989 року — перший показ «Голка» і «Йя-ХХА» в США (університет UCLA).
15 липня 1989 року — «Голка» на кінофестивалі в Wine Country (Каліфорнія, США).
8 вересня 1989 року — Нугманов вилітає в північноамериканське турне з фільмом «Голка», яке триває до 13 листопада. Рашид відвідає з показами Торонто, Клівленд, Новий Орлеан, Лос-Анжелес, Ванкувер, Денвер, Чикаго, Монреаль і Нью-Йорк.
Фільм-дебют режисера Рашида Нугманова отримав приз журі кіноклубів «Особливий погляд» на кінофестивалі популярних жанрів «Золотий Дюк» (10-17 вересня) в Одесі. Це кіно дуже відрізнялося, від того кіно, яке представлене на кінофестивалі. Наталія Разлогова фестиваль «Золотий Дюк» назвала фестивалем «татового кіно»:
|                                                                                                | — Які признаки "татового кіно"? — Ну, це деякі традиції нашого кіно: драматургія, сценарії, пропрацьовані характери, психологічна достовірність, якщо авангард, то в рамках традиційного авангарду і традиційних понять мистецтва. А існує деяке молоде покоління, яке розмовляє іншою мовою, якому не потрібна ось вся ця логіка, пропрацьовані сюжети, ця драматургія з зав'язкою-кульмінацією-розв'язкою, не потрібна ця психологічна достовірність, котра оперує якимись іншими поняттями. Ось, деяким аудіо-візуальним рядом, котрий ми бачимо в фільмі рос. «Господин-оформитель», який буде зрозумілий молодим людям нового зразку, не старого, підкреслюю. А решті, очевидно, буде незрозумілим. Взагалі, йде зараз нове молоде кіно. ... — Можливо, люди будуть відчувати, що за цим майбутнє, і будуть хвалити. Як Соловйов, котрий зробив кінострічку на базі рок-музики не тому, що вона йому подобається, а тому, що він відчуває, що за цим майбутнє, що це та мова, яку розуміє основна маса глядачів. |
| — з інтерв'ю Наталії Разлоговой з фестивалю «Золотий Дюк» на теплоході Федір Шаляпін, 1989 рік | |

В січні 1990 року фільм було показано в Парк-Сіті на фестивалі Санденс в Солт-Лейк-Сіті.

## Цікаві факти
- Серед варіантів назв фільму були такі, як «Останній герой» і «Політ чорного солдата»[2].
- Чорний плащ на плечах одного з персонажів належав Армену Джигарханяну, який знімався в ньому в «Тегерані-43»[2].
- Ключ на брелку від квартири Діни належав режисеру, як і номер телефону, який Моро набирає на вокзалі на початку фільму[2].
- На початку у Моро були окуляри з темними скельцями, але їх розбили. Довелося замінити скло фольгою. Віктор нічого не бачив і сцени в лікарні грав наосліп[2].